# اللقاء الأخير (رواية)
اللقاء الأخير هو عنوان لمجموعة قصصية مترجمة للأديب الروسي إيفان بونين، الحائز على جائزة نوبل للآداب عام 1933. صدرت باللغة العربية عن دار المأمون للترجمة والنشر بترجمة الدكتور سعد جهاد عجاج،وتقع المجموعة في 176صفحة.

## نبذة عن المجموعة
تتناول قصص المجموعة القصصية اللقاء الأخير للأديب الروسي إيفان بونين مشاهد حياتية حميمة تُجسّد ثنائية الحب والموت في سياق سردي شاعري وتأملي، حيث تتحرك الشخصيات في فضاءات ريفية ومدنية تُبرز التوترات النفسية والوجدانية المرتبطة بالحنين والفقد والانكسار؛ وتُقدّم القصص مثل الخريف البارد، الأرجوحة، واللقاء الأخير لحظات عابرة من الحب العميق الذي ينتهي غالبًا بالفقد أو الموت، مما يُضفي على النصوص طابعًا فلسفيًا يُعيد التفكير في معنى الوجود والزمن، وتُوظّف المجموعة أسلوبًا سرديًا داخليًا يُركّز على التفاصيل البصرية والانفعالية.

## شخصيات المجموعة
- الراوي العاشق: يظهر في عدة قصص كشخصية محورية، غالبًا ما يكون رجلًا في منتصف العمر يستعيد ذكريات حب قديم أو لقاء عابر، ويُعبّر عن مشاعر الحنين والندم بلغة داخلية عميقة.
- المرأة الغامضة / الحبيبة السابقة: تتكرر في أكثر من قصة، مثل الخريف البارد واللقاء الأخير، وتُجسّد صورة الحب الضائع أو المستحيل، وغالبًا ما تكون ذات حضور بصري قوي يترك أثرًا في الراوي.
- شخصيات ريفية بسيطة: مثل الفلاحين، أصحاب النزل، أو المسافرين، وتُقدّم كرموز للبساطة والارتباط بالأرض، وتُبرز ولاء بونين للتقاليد الروسية الريفية.
- الطفل أو الشاب الحالم: يظهر أحيانًا كصوت داخلي أو شخصية ثانوية تُجسّد البراءة أو بداية الوعي، كما في قصة الأرجوحة أو القفقاس.

## اقتباسات من المجموعة
"كل شيء يمر، كل شيء يذبل، حتى الذكريات التي نحاول أن نُمسك بها، تتلاشى مثل ضوء المساء." يُجسّد هذا الاقتباس فلسفة بونين حول الزمن والحنين، ويُبرز هشاشة الذاكرة الإنسانية.
"الحب لا يُنسى، لكنه لا يعود كما كان، إنه يترك أثرًا لا يُمحى، مثل ندبة في القلب." يُعبّر عن مركزية الحب في قصصه، بوصفه تجربة وجودية تتجاوز الزمن.

"في لحظة واحدة، يمكن للإنسان أن يرى حياته كلها، كما لو كانت مشهدًا من نافذة قطار يمر بسرعة." يُبرز هذا الاقتباس البُعد التأملي في سرد بونين، حيث يُصبح الزمن لحظة مكثفة من الإدراك.

## أسلوب المجموعة
تتميّز المجموعة القصصية اللقاء الأخير للأديب الروسي إيفان بونين بأسلوب سردي شاعري وتأملي يُجسّد التقاليد الأدبية الكلاسيكية الروسية، حيث يُوظّف الكاتب لغة دقيقة ومكثفة تُبرز التفاصيل البصرية والانفعالية للشخصيات والمكان؛ ويعتمد بونين على تقنيات مثل الوصف الداخلي، الحنين، والانفعالات المكبوتة، مما يُضفي على النصوص طابعًا وجدانيًا وفلسفيًا يُعيد التفكير في مفاهيم الحب، الفقد، والزمن، كما تُظهر القصص ولاءه للواقعية الروسية من خلال تصوير الحياة الريفية والمدنية في لحظات عابرة من التأمل والاندماج مع الطبيعة، مما يجعل المجموعة نموذجًا للأدب الروسي في المهجر.